# Phare de Cabo Carranza
Le phare de Cabo Carranza (en espagnol : Faro Cabo Carranza) est un phare actif situé sur le Cap Carranza (ceb), à 65 km au sud de Talca (Province de Cauquenes), dans la Région du Maule au Chili.
Il est géré par le Service hydrographique et océanographique de la marine chilienne dépendant de la Marine chilienne.

## Histoire
Le premier phare a été inauguré le 1er septembre 1895 au nord du Río Loanco (ceb). Il a la particularité d'être le seul phare chilien doté d'une tour métallique pyramidale à base rectangulaire. Il a été préfabriqué en Angleterre par l'entreprise Chance  Brothers (en).
Sa construction a été motivée par des naufrages dans cette zone, le plus connu étant celui du vapeur  Cazador le 30 janvier 1856, ainsi que celui du SS John Elder, qui a fait naufrage le 17 janvier 1892 avec 132 personnes, sans pertes humaines.
Ce phare a été démantelé en février 2016 et remplacé par une nouvelle tour quasi identique, à côté des bâtiments techniques et maisons de gardien.

## Description
Le phare actuel  est une tour pyramidale en fonte, avec une galerie et une lanterne circulaire de 19 m de haut. La tour est peinte en blanc avec trois bandes rouges  et la lanterne est blanche. Il émet, à une hauteur focale de 52 m, un long éclat blanc de 1.5 secondes, par période de 10 secondes. Sa portée est de 21 milles nautiques (environ 39 km).
Il porte un radar Racon et possède un radiophare. Il est aussi doté d'une station météorologique
Identifiant : ARLHS : CHI-005 - Amirauté : G1846 - NGA : 111-1336 .

## Caractéristique dufeu maritime
Fréquence : 10 secondes (W)
- Lumière : 1.5 seconde
- Obscurité : 8.5 secondes

|              |
| Cap Carranza |

|          |
| Le phare |

### Lien connexe
- Liste des phares du Chili